# Blår
Blår er det affald, der fremkommer ved skætning og hegling af hør og hamp, og som består af kortere og længere, uredte taver, blandede med skæver og lignende. Blår bliver som regel underkastet en fornyet hegling og spundet til garn, hvoraf væves det såkaldte blårgarnslærred, af hvilket det bedste er sækkelærred, det dårligste paklærred. I blårgarn blandes ofte simpelt hør- og hampegarn og shoddy. Blår bruges også til simple rebslagervarer, og det korte blår til kalfatring af skibe, til papir og pakning af rørledninger.

## Brugt i fast udtryk
At stikke folk blår i øjnene, det vil sige at føre dem bag lyset.